# Convoi HXF 1
Le convoi HXF 1 est un convoi rapide passant dans l'Atlantique nord, pendant la Seconde Guerre mondiale. Il part de Halifax au Canada le 19 septembre 1939 pour différents ports du Royaume-Uni et de la France. Il arrive le 29 septembre 1939.

## Composition du convoi
Ce convoi est constitué de 8 cargos :
- Royaume-Uni : 5 cargos
- France : 3 cargos

## L'escorte
Ce convoi est escorté en début de parcours par :
- les destroyers canadiens : NCSM Saguenay et HMCS Fraser (en)
- les croiseurs lourds britanniques : HMS Berwick et HMS York
- le destroyer britannique : HMS Amazon

## Le voyage
Le 20 septembre, les HMS Berwick et HMS York font demi tour suivi du reste de l'escorte, seul reste le HMS Amazon jusqu'au 29 septembre.